# Tadeusz Zygfryd Kassern
Tadeusz Zygfryd Kassern (19 marca 1904 we Lwowie, zm. 2 maja 1957 w Nowym Jorku)  – polski kompozytor i pedagog. 

## Życiorys
Urodził się 19 marca 1904 we Lwowie, w rodzinie Adolfa i Marii z Baumanów. W 1922 ukończył VIII gimnazjum we Lwowie. Studiował w konserwatorium Polskiego Towarzystwa Muzycznego we Lwowie u Jerzego Lalewicza (fortepian) i Mieczysława Sołtysa (teoria, kompozycja). W latach 1922–1926 kontynuował studia w konserwatorium w Poznaniu u Henryka Opieńskiego (kompozycja) i Wieńczysława Brzostowskiego (fortepian). Ukończył również studia prawnicze na uniwersytecie w Poznaniu (1926). W 1931 kontynuował naukę w Paryżu, gdzie działał w Stowarzyszeniu Młodych Muzyków Polaków . 
Do 1939 mieszkał w Poznaniu, gdzie pracował w oddziale Prokuratorii Generalnej RP, od 1935 jako radca. W latach 1929–1933 był recenzentem muzycznym „Nowego Kuriera”, w latach 1934–1938 „Dziennika Poznańskiego”, od 1936 członkiem rady artystycznej Poznańskiego Towarzystwa Muzycznego. Poza tym systematycznie komponował, zdobywając liczne nagrody na konkursach. 
W sierpniu 1939 ewakuowany do Lwowa, po usilnych staraniach w 1940 wyjechał do Krakowa; pracował m.in. w księgarni Gebethnera i Wolffa (wówczas Fritschego). Poszukiwany przez gestapo z powodu żydowskiego pochodzenia, często zmieniał miejsce zamieszkania. Wyjechał w 1942 lub 1943 do Warszawy, gdzie ukrywał się pod nazwiskiem Teodor Sroczyński. Po powstaniu warszawskim przebywał w Zakopanem, skąd wiosną 1945 powrócił do Poznania . 
W grudniu 1945 wyjechał do Stanów Zjednoczonych jako attaché kulturalny polskiego konsulatu w Nowym Jorku, w 1948 został konsulem oraz delegatem Polski do spraw kulturalnych przy ONZ . W grudniu 1948 zrezygnował ze służby dyplomatycznej i osiedlił się na stałe w Stanach Zjednoczonych . Nigdy jednak nie zamienił obywatelstwa polskiego na amerykańskie (w 1956 otrzymał wizę na pobyt stały w Stanach Zjednoczonych). Odtąd zajmował się wyłącznie komponowaniem i pracą pedagogiczną; uczył gry na fortepianie i teorii w Third Street Music School i Jaques-Dalcroze Institute oraz w New School for Social Research w Nowym Jorku . Zmarł w nowojorskim szpitalu św. Łukasza, po długiej chorobie nowotworowej  .
Był mężem Longiny Marii Turkowskiej.

## Ordery i odznaczenia
- Złoty Krzyż Zasługi[2]
- Brązowy Medal za Długoletnią Służbę[2]

## Twórczość
Twórczość Kasserna cechuje duża różnorodność stylistyczna. W początkowym okresie pozostawał pod wpływem Karola Szymanowskiego i francuskich impresjonistów. Widoczne to jest na przykład w Koncercie na sopran i orkiestrę, nagrodzonym w 1928 na konkursie Stowarzyszenia Młodych Muzyków Polaków w Paryżu), który przyniósł mu duży rozgłos i wysunął go na jedno w czołowych miejsc wśród kompozytorów polskich jego generacji . 
Przezwyciężenie tych wpływów i ukształtowanie własnego stylu nastąpiło w drugim okresie jego twórczości w latach 30. Najwybitniejszym utworem z tego okresu jest Koncert na orkiestrę smyczkową, przesiąknięty tendencjami neoklasycystycznymi .
Cechą charakterystyczną całej twórczości Kasserna, który uważał siebie z neoromantyka, jest liryzm i szczególna dbałość o linię melodyczną przy surowej dyscyplinie formalnej. Zainteresowanie muzyką dawną i chorałem gregoriańskim spowodowało pojawienie się tendencji do archaizacji i upraszczania środków fakturalnych oraz jeszcze silniejsze nasycenie śpiewnością linii melodycznej . 
W ostatnim, „amerykańskim” okresie twórczości powstał bogaty dorobek operowy oraz liczne utwory fortepianowe o charakterze pedagogicznym, pisane z głębokim zrozumieniem psychiki młodzieży szkolnej, znajomością jej zainteresowań i możliwości wykonawczych. Kompozycje te stanowią cenny, prawie zupełnie dotąd nieznany materiał pedagogiczny .

## Ważniejsze kompozycje
(na podstawie materiałów źródłowych )
|  | - Sonata na fortepian nr 1 h-moll (1926) - Trzy preludia na fortepian (1926) - Cztery Pieśni do słów Tadeusza Micińskiego na głos z fortepianem (1926) - Dwa mazurki na fortepian (1927) - Kołysanka na głos z fortepianem do słów Józefa Wittlina (1928) - Koncert na sopran i orkiestrę (1928) - Pieśni naiwne na głos z fortepianem do słów Kazimierza Wierzyńskiego (1929) - Koncert na flet i orkiestrę (1933) - Trzy kołysanki na głos z fortepianem do słów Marii Paruszewskiej (1933) - Malowanki, kantata dziecięca na chór i orkiestrę (1934) - Dies irae, poemat symfoniczny (1935) - Koncert na kontrabas i orkiestrę (1935) - Concertino na flet, klarnet i fagot (1935) - Sonatina na fortepian nr 1 (1935) - Ballady na chór męski a cappella (1935) - Koncert na orkiestrę smyczkową [wersja I] (1936) - Hymn do słońca na głos i orkiestrę (1936) - Suita pastoralna na małą orkiestrę (1937) - Sonata na fortepian nr 2 "Orawska" (1937) - Cztery motety kopernikowskie na chór mieszany a cappella (1937) - Suita orawska na mezzosopran i chór męski (1938) - Ojczyzna na chór mieszany a cappella (1938) - Pieśni do słów Leopolda Staffa na głos z fortepianem (1938) - Concertino na fortepian i orkiestrę (1940) - Suita dziecięca na dwa fortepiany (1940) - Ballada o wieprzu i pieprzu na głos z fortepianem do słów Jana Brzechwy (1940) - Koncert na orkiestrę smyczkową [wersja II] (1943) | - Sonatina na fortepian nr 2 (1944) - Sonatina na fortepian nr 3 "Kolędowa" (1945) - Tryptyk żałobny na głos z fortepianem do słów według XVI-wiecznych kancjonałów Stanisława Grochowskiego i Walentego z Brzozowa (1945) - Concertino na obój i orkiestrę smyczkową (1946) - Dziesięć polskich pieśni ludowych z Ziem Zachodnich na głos z fortepianem (1947) - Concertino na flet, ksylofon, czelestę i orkiestrę smyczkową (1948) - Sonatina na flet i fortepian (1948) - Piano Sonatina on Stephen C. Foster Themes (po 1948) - Cztery miniatury na fortepian (po 1948) - Lullaby na fortepian (1949) - Walc na fortepian (1949) - The Anointed (Koniec Mesjasza), opera według Jerzego Żuławskiego (1951) - Teen-Age Concerto nr 1 F-dur na orkiestrę (1952) - Sun-up (Jutrzenka), opera według Luli Vollmera (1952) - For Me the Sun Shines Every Day na głos z fortepianem (1953) - Our Day na głos z fortepianem (1953) - Arizona is Your Switch na głos z fortepianem (1953) - Our Praye na głos z fortepianem (1953) - Comedy of the Dumb Wife (Komedia o niemej żonie), opera według François Rabelais'ego i Anatole'a France'a (1953) - Space Flight Concerto na orkiestrę (1954) - Eros i Psyche, opera według Jerzego Żuławskiego (1954) - Three Pieces for Strings from the Blessed Music Book (1955) - Teen-Age Concerto nr 3 C-dur na orkiestrę (1955) - Teen-Age Concerto nr 4 F-dur na orkiestrę (1955) - Space Travel Music Book na fortepian (1955) - Słodki kramik (Candy Music Book) na fortepian (1955) - Amusement Park Music Book na fortepian (1955) - Blessed Music Book na fortepian (1955) - Swing Kings Concerto na orkiestrę [nieukończony] (1955) |